# Жмеринська загальноосвітня школа-гімназія № 5
Жмеринська загальноосвітня школа-гімназія № 5 імені Малдавана
 — середня загальноосвітня школа І-ІІІ ступенів у місті Жмеринка, що знаходиться за адресою: вул. В. Короленка, 7.

## Історія школи

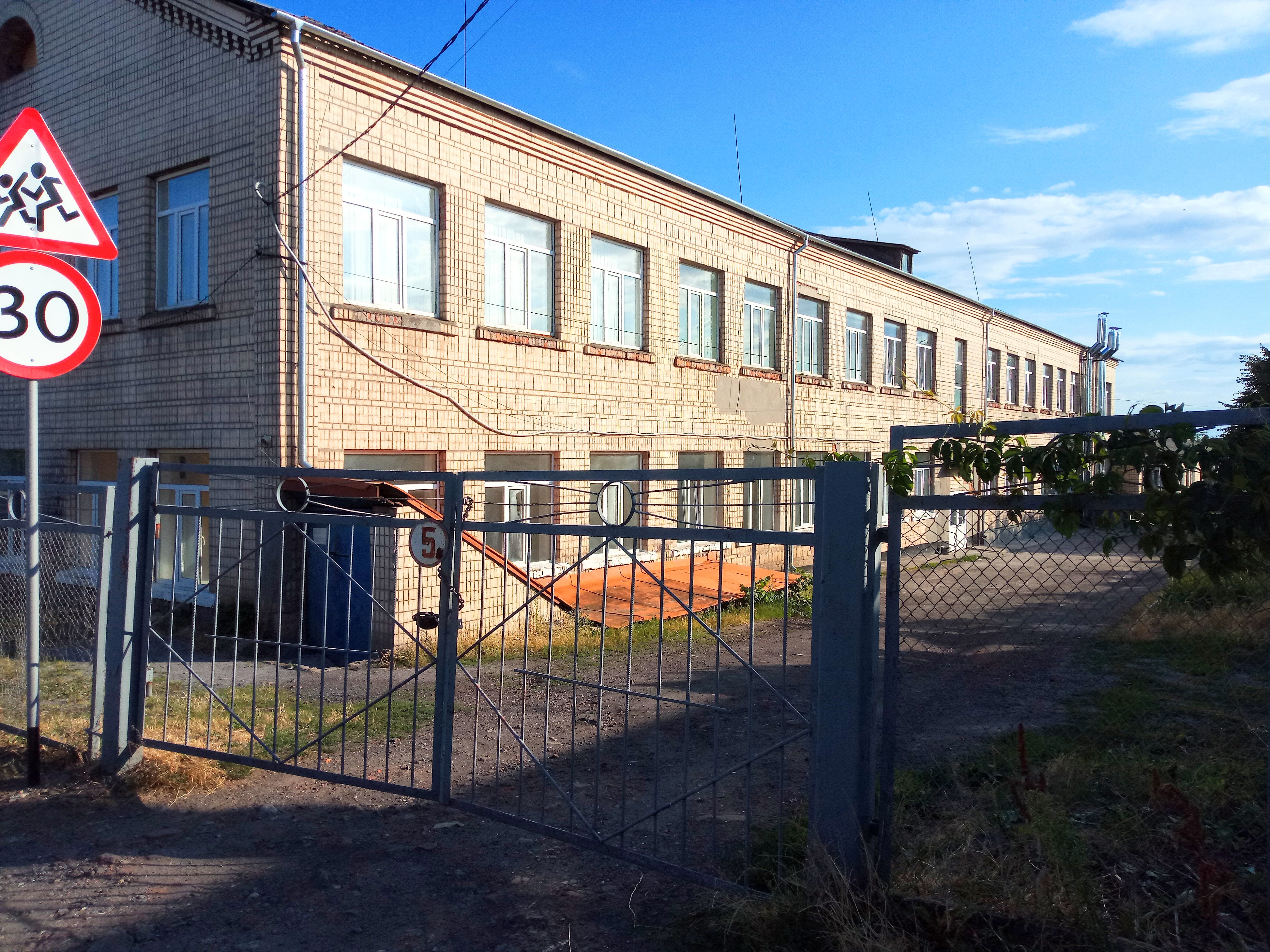
Будівля школи, вигляд з вулиці Короленка

Історія появи шкільної будівлі бере свій початок з 1890-х рр. Період економічної кризи і застою 1880 р. змінився економічним підйомом 1890 р. На будівлі школи в її початковому вигляді лежить ознака приватного підприємництва. Вона побудована близько 1890 року машиністом Шишкіним, що, як машиніст пасажирських потягів, мав непоганий заробіток. Спочатку ця будівля була одноповерховою і не призначалася для здачі під школу. У 1900-х роках одна третина будівлі була здана під житлову площу військовому лікарю Миколі Делекторському. Сам Шишкін жив в будинку, що поряд зі школою.
Коли Шишкін помер, будівля перейшла у володіння його зятя Наумова. Він продав будинок і виїхав до Кишинева. Цю будівлю купила Ганна Логіновна Лукашевич. При ній будівля була добудована і стала двоповерховою. У цьому приміщенні Лукашевич 1909 р. відкрила приватну жіночу гімназію. 8 травня в гімназійній церкві (тепер це кабінети історії та географії на першому поверсі) відбулося урочисте відкриття і освячення нового навчального закладу. Службу вів священик Антон Станіславський, вихованець Київської духовної академії. На церемонії були присутні представники міського правління на чолі з міським головою — О. Добровольським. А 1 вересня за парти сіла 291 учениця. В гімназії було 7 основних і два підготовчих класи, навчання було платним: в підготовчих класах — 60 крб. за рік, в 1-2 — 80 крб., в 3 — 90 крб., в 4-6 — 100 крб., в 7 — 120 крб.
Лукашевич вважалася начальницею гімназії, а на педагогічних нарадах головував директор чоловічої гімназії — Іроїд Онисимович Конахевич, бо Ганна Лукашевич, як жінка, була позбавлена права голосу. Навчальна програма гімназії носила гуманітарний напрямок: гімназистки вивчали німецьку, французьку, грецьку, латинську мови, природничі науки, історію, географію, закон Божий, а також математику, займалися гімнастикою. Викладання усіх предметів, крім іноземних мов, проводилось виключно російською мовою. Викладачі гімназії отримували 40-60 карбованців місяць,а робітники — 15-20.
Почалася Перша світова війна, Жмеринка стала прифронтовим містом, в земську та залізничну лікарні щоденно прибували поранені, з кожним днем їх ставало все більше, а під військовий шпиталь відвели чоловічу гімназію, а гімназистів перевели в жіночу, в який вони навчалися в другу зміну. Саме в ті роки в ній навчався Юрій Смолич, про буремні роки революції та громадянської війни він розповів в своїх творах. 
Після революції гімназія стала загальноосвітньою трудовою школою, куди прийшли діти робітників та селян. Директором школи-семирічки став М. І. Машорін (1920—1923 рр.).
В довоєнні роки школи №№3, 4, 5 знаходились в підпорядкуванні відділу навчальних закладів Вінницької залізниці, школа №5 мала номер 45. Під час Другої світової війни румунські окупаційні правителі, вважаючи себе довічними власниками завойованих земель, відкрили в приміщені школи так званий хімічний ліцей. Старшокласники носили на лівій руці пов'язку синього кольору з вишитими буквами «ФАРМ-SFL». Учні початкових класів вивчали німецьку, румунську мови, арифметику, ботаніку, українську мову. Старшокласники — хімію, математику, латинську мову, спеціальні предмети.
Навчальний рік в 1943 році розпочався, як завжди 1 вересня, навчання тривали кілька місяців, та після одного з вихідних днів директор Даньківський оголосив, що занять в школі не буде, наказав розійтись.
Під час боїв за визволення Жмеринки у дворі школи містилось відділення зенітної артилерії. А 1 квітня 1944 року школа знову відкрила двері для дітей, які бачили та пережили війну. В класах нараховувалось по 12-15 осіб. Очолив школу Петро Михайлович Баранов.
Заняття припинились на початку травня у зв'язку з бомбардуванням міста фашистською авіацією, яке продовжувалось протягом всього літа. В таких умовах прийшлося директору готувати школу до нового навчального року.
З 1 вересня у школі №18 (такий номер вона отримала після війни) розпочалися заняття. По війні місто перебувало у скрутному становищі. Добру згадку про школу залишив директор П. Колесников, який велику увагу приділяв предметам політехнічного циклу.
В 1954 році Вінницька залізниця ввійшла до складу Південно-Західної, відповідно: школи перейшли в підпорядкування відділу навчальних закладів. Гімназія отримала №57, а директором її став Яків Васильович Душко.
У 1960 році всі школи міста перейшли в підпорядкування РайВНО, директором було призначено Василя Беха. Контингент учнів зріс до 1150 чоловік, в деяких класах нараховувалося до 45 учнів. Заняття проводились в дві зміни, гурткова, позакласна робота, наради вчителів - після восьмої години вечора. Василь Наумович доклав немало зусиль, щоб покращити умови навчання. В 1974—1975 рр. добудовано двоповерховий корпус. Силами учителів, батьків, учнів були обладнані зразкові класи: кабінети, спортивний зал, їдальня. Школа перейшла на однозмінну систему навчання.

## Відомі випускники
- Валерій Брезденюк — Герой України, герой Небесної сотні, учасник Революції гідності, художник у техніці ебру;